# Queen City (Missouri)
Pour les articles homonymes, voir Queen City.
Queen City est une ville du comté de Schuyler, dans le Missouri, aux États-Unis,. Située au sud du comté, elle est incorporée en 1863.

## Démographie
Lors du recensement de 2010, la ville comptait une population de 598 habitants. Elle est estimée, en 2016, à 590 habitants.

### Source de la traduction
- (en) Cet article est partiellement ou en totalité issu de l’article de Wikipédia en anglais intitulé « Queen City, Missouri » (voir la liste des auteurs).